# Opuntia boldinghii
Opuntia boldinghii Britton & Rose es una especie fanerógama perteneciente a la familia Cactaceae. Es nativa de Centroamérica en Venezuela, Trinidad y Tobago y Antillas Neerlandesas.

## Descripción
Opuntia boldinghii crece de forma tupida y forma grupos den  con altura de hasta 2 metros. El Glauk verde opaco, invertidos en forma de huevo secciones de accionamiento son que alcanza un tamaño de hasta 20 centímetros de largo. Tiene forma cónica, de color rojizo con hojas rudimentarias de hasta 3 milímetros de largo. Las  areolas son salientes y con fieltro marrón y gloquidios. Las flores son  rosas y alcanzan una longitud de hasta 5 cm. Las frutas son ovoides y miden hasta 4 cm.

## Taxonomía
Opuntia boldinghii  fue descrita por Britton & Rose y publicado en The Cactaceae; descriptions and illustrations of plants of the cactus family 1: 155, t. 26, f. 3. 1919.
Etimología
Opuntia: nombre genérico  que proviene del griego usado por Plinio el Viejo para una planta que creció alrededor de la ciudad de Opus en Grecia.

boldinghii: epíteto otorgado en honor del botánico Isaäc Boldingh.(1879–1938).